# L.A. Reid
Antonio Marquis "L.A." Reid (Cincinnati, 7 de Junho de 1956) é um executivo de produção, compositor e produtor americano, conhecido por ser o co-fundador da LaFace Records. É responsável por trabalhar com artistas como Mariah Carey, Justin Bieber, Rihanna, Avril Lavigne, Toni Braxton, TLC, Usher, Ciara, OutKast, Dido, Kerli, Pink, Meghan Trainor, Fifth Harmony e Chris Rene. É ainda vencedor de três Grammys.
Ele já foi presidente da Island Def Jam Music Group e Epic Records, esta última com sede em Atlanta. Atualmente está no comando da Hitco Music Publishing.

## Carreira

### Início de carreira
Reid iniciou sua carreira musical como baterista, participando das gravações da banda de funk rock Pure Essence. O grupo lançou somente um álbum em meados da década de 1970. Posteriormente, participaram de programas de rádio em Cincinnati e modificaram o nome para Essence. Reid ganhou notoriedade na década de 1980, quando tornou-se membro da banda de R&B The Deele. A canção de maior sucesso da banda foi "Two Occasions", lançada no álbum Eyes of a Stranger (1988). O grupo foi dissolvido antes mesmo da repercussão da canção, sendo reunido novamente por Dick Griffey através da Solar Records. A canção emplacou entre as dez primeiras na Billboard Hot 100.

### 1989–2004: LaFace Records
Após a partilha da banda The Deele, Reid e seu companheiro de grupo Kenneth "Babyface" Edmonds fundaram a LaFace Records, formando uma joint venture com a Arista Records, de Clive Davis. A gravadora expandiu rapidamente seu staff de artistas afro-americanos, especialmente no gênero Pop negro e Urban. Uma das maiores contratações da gravadora foi Usher, cujos seis álbuns lançados somaram mais de 65 milhões de cópias vendidas em todo o mundo. Outros artistas de destaque na LaFace Records foram Toni Braxton, TLC e Outkast. Tanto TLC como Toni Braxton ultrapassaram a marca de mais de 65 milhões de cópias vendidas, cada um, tornando-se os artistas de maior sucesso na história da gravadora. Inicialmente sediada em Atlanta, a gravadora é considerada uma das formadoras do atual cenário musical da região.
Em 1996, Reid formou o Hitco Publishing Group em parceria com a Windswept Music. Enquanto iniciava as atividades da Hitco, Reid contratou Shakir Stewart visando conectar-se ao novo mercado de produtores e compositores. Stewart era considerado "um membro da onda da futura geração de produtores em Atlanta". O produtor assumiu o cargo de criador executivo na companhia até tornar-se vice-presidente da Island Def Jam Music Group.
Em maio de 2000, Edmonds e Reid venderam sua participação de 50% das ações da LaFace para a BMG. A gravadora tornou-se uma subsidiária da Arista Records, que passou a controlar as vendas, o mercado e serviços promocionais de seus artistas. À época, Reid também sucedeu Clive Davis como presidente da Arista. Um de seus primeiros atos na presidência foi contratar a então desconhecida Avril Lavigne, cujo álbum de estreia Let Go vendeu mais de 6 milhões de cópias nos Estados Unidos. Durante o período em que comandou a Arista, Reid também foi responsável pela contratação das cantoras P!nk (cujo álbum Missundaztood vendeu 5 milhões de cópias) e Ciara (cujo álbum Goodies vendeu mais de 3 milhões de cópias em solo americano).
Ainda durante sua presidência, Usher - que havia fechado contrato com a LaFace anos antes - concluiu a produção de seu álbum Confessions (2004), que emplacou quatro singles em primeiro lugar na Billboard e vendeu mais de 10 milhões de cópias no país. O álbum Speakerboxxx/The Love Below, de Outkast, também bateu a marca e recebeu o Grammy de Álbum do Ano.

### 2004–2011: Island Def Jam

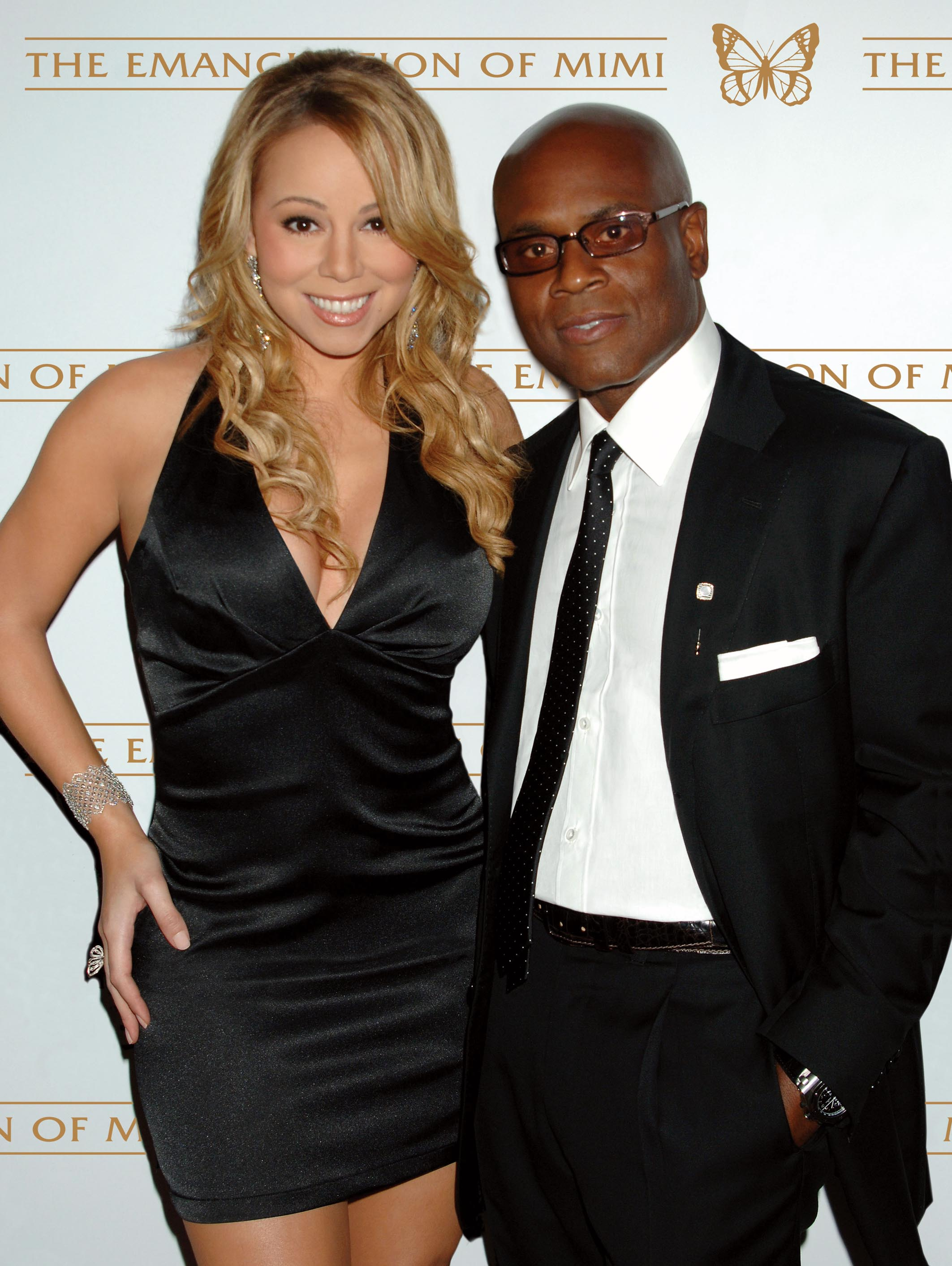
Reid e Mariah Carey no lançamento de The Emancipation of Mimi, em 2005. O álbum vendeu mais de 12 milhões de cópias, sendo considerado o retorno comercial de Carey.

Em fevereiro de 2004, após a fusão da Sony e BMG, Reid foi liberado de seu contrato com a Arista e logo tornou-se presidente da Island Def Jam Music Group. Já no ano seguinte, Reid foi creditado por revitalizar a carreira de Mariah Carey com o lançamento do álbum The Emancipation of Mimi. Carey havia experimentado um período de pouco sucesso comercial entre 2000 e 2003 com o lançamento de Glitter (2001) e Charmbracelet (2002), ambos avaliados negativamente pela crítica especializada.
Durante seu período à frente da Island Def Jam, Reid também desempenhou um papel marcante na carreira de diversos artistas, como Kanye West, Rihanna e a banda Bon Jovi e no lançamento da carreira de Justin Bieber. Além disso, em um de seus últimos trabalhos na gravadora, Reid produziu o álbum Love?, considerado o retorno de Jennifer Lopez às paradas musicais americanas. Em março de 2011, o produtor desligou-se oficialmente da gravadora.

### 2011: Retorno à Sony Music
No início de 2011, Reid tornou-se jurado da versão estadunidense do reality show The X Factor, ao lado de Simon Cowell (idealizador da competição), Paula Abdul e Nicole Scherzinger (que substituiu a cantora britânica Cheryl Cole).
Reid liderou a categoria "Garotos" na competição, auxiliado pela cantora e amiga de longa data Rihanna no estágio do programa em Hamptons. Seus quatro competidores finais foram Marcus Canty, Chris Rene, Astro e Phillip Lomax. Lomax foi eliminado na primeira semana e Astro deixou a competição na sexta semana. Marcus Canty ficou em 4º lugar no encerramento do programa, tendo chegado até a semifinal. Chris Rene foi o cantor liderado por Reid de maior sucesso, alcançando a 3ª posição no final do programa. Após o encerramento da temporada, Reid produziu trabalhos dos dois artistas.
Em julho de 2011, Reid tornou-se presidente e CEO da Epic Records, cujo catálogo inclui grande parte dos artistas anteriormente ligados à Jive Records.
Em setembro de 2012, Reid e Simon Cowell retornou para as gravações da segunda temporada de The X Factor, enquanto Nicole Scherzinger e Paula Abdul deixaram o grupo de jurados. Para a segunda temporada, o programa televisivo contou com a participação de Britney Spears e Demi Lovato, enquanto Khloé Kardashian e Mario Lopez substituíram Steve Jones na apresentação. Reid liderou um grupo de jovens talentos novamente, que incluiu o vencedor da edição Tate Stevens. Em dezembro de 2012, Reid anunciou que não retornaria para uma futura temporada do reality show.
Em maio de 2017, após acusações de assédio sexual a uma funcionária, Reid foi demitido da Epic Records. Diversos artistas ligados à gravadora se manifestaram a favor de Reid, exaltando seu legado.

## Discografia

### Como produtor
Lista de álbuns produzidos por L.A. Reid:
| Ano  | Álbum                                    | Artista          |
| ---- | ---------------------------------------- | ---------------- |
| 1986 | Lovers                                   | Babyface         |
| 1988 | Don't Be Cruel                           | Bobby Brown      |
| 1988 | Forever Your Girl                        | Paula Abdul      |
| 1988 | The Lover in Me                          | Sheena Easton    |
| 1989 | 2300 Jackson Street                      | The Jacksons     |
| 1989 | Ghostbusters II                          | Vários Artistas  |
| 1989 | Tender Lover                             | Babyface         |
| 1989 | After 7                                  | After 7          |
| 1990 | I'm Your Baby Tonight                    | Whitney Houston  |
| 1990 | Johnny Gill                              | Johnny Gill      |
| 1991 | You Said                                 | Jermaine Jackson |
| 1992 | The Bodyguard: Original Soundtrack Album | Whitney Houston  |
| 2010 | My World 2.0                             | Justin Bieber    |
| 2010 | Loud                                     | Rihanna          |
| 2010 | My Beautiful Dark Twisted Fantasy        | Kanye West       |
| 2010 | Libra Scale                              | Ne-Yo            |
| 2011 | Love?                                    | Jennifer Lopez   |
| 2013 | Love and War                             | Tamar Braxton    |
| 2013 | Ciara                                    | Ciara            |
| 2013 | Avril Lavigne                            | Avril Lavigne    |
| 2013 | 20                                       | TLC              |
| 2014 | Xscape                                   | Michael Jackson  |
| 2014 | Think Like a Man Too                     | Mary J. Blige    |
| 2015 | Calling All Lovers                       | Tamar Braxton    |

## Prêmios e indicações
Em 30 de agosto de 2006, Reid foi premiado com o BMI Icon juntamente com Babyface por suas contribuições à indústria musical. No mesmo ano, recebeu um total de 18 categorias dos Prêmios BMI.